# Signori, in carrozza!
Signori, in carrozza! («¡Señores, en el carro!» en español), también conocida como Rome-Paris-Rome, es una película de comedia italiana de 1951 dirigida por Luigi Zampa y con actuación principal de Aldo Fabrizi.

## Reparto
- Aldo Fabrizi: Vincenzo Nardi.
- Sophie Desmarets: Ginette.
- Vera Nandi: Signora Nardi.
- Peppino De Filippo: Gennaro.
- Barbara Florian: Mirella.
- Maso Lotti
- Nando Bruno
- Geraldina Parrinello
- Anna Vita
- Marisa Merlini
- Giovanna Ralli
- Checco Durante

## Distribución
La película fue inscrita en el registro público cinematográfico con el n. 976. Fue presentada a la Comisión de Revisión de Cine el 20 de septiembre de 1951, obtuvo la visa de censura n. 10 612 de 25 de septiembre de 1951, con una longitud de película de 2780 metros.

## Recepción
Gian Piero Brunetta destaca, con respecto a este período, la «integración progresiva de los escritores en el cine», así que en Signori, in carrozza! se puede encontrar, entre los guionistas, el nombre de Brancati así como Alberto Moravia había encontrado en Perdizione, y, enumerando, escritores como Palazzeschi, Calvino, Pratolini y otros comprometidos en el nuevo papel de guionistas. El propio Brunetta ve este compromiso, sin embargo, simplemente como una «contratación de mano de obra intelectual - para la fabricación de productos destinados a los mercados populares». También se ha observado que Signori, in carrozza! «se considera una especie de Cenicienta entre las películas de Zampa y Brancati, eclipsada por la fama de obras como Anni difficili, Anni facili, y L'arte di arrangiarsi. Alberto Moravia dijo: «En esta película sólo hay una razón realmente vital: la comparación entre el gorrón y su víctima, entre el conductor de los coches cama y su cuñado insaciable e insolente»